# 土城桐花節
土城桐花節是自1997年開始，臺灣新北市土城區在每年油桐花最盛開的四、五月間，所舉辦的地方型慶典活動，活動期間，油桐花綻放於土城桐花公園及望月賞桐步道，有「四月雪」、「五月雪」的雅稱。

2012年起由新北市政府主辦，名為新北市客家桐花祭，活動範圍和賞桐區域擴大至深坑區、瑞芳區、鶯歌區、中和區、汐止區及三峽區。主場活動在土城區南天母廣場，活動標語為「作客桐花城‧暢遊新北市」。

2013年活動範圍為土城區、瑞芳區、三芝區、深坑區。

## 歷年活動主軸
- 1997年：全國文藝季－土城朝山桐花節
- 2006年：桐花土城‧幸福開門
- 2007年：愛戀桐花‧情定土城
- 2008年：發現桐花緣‧歡樂在土城
- 2009年：桐花戲春雪‧土城樂活遊
- 2010年：藝饗桐花‧童話土城
- 2011年：桐花飛舞‧樂活土城

### 新北市客家桐花祭
- 2012年: 作客桐花城‧暢遊新北市
- 2013年: 新北桐樂會
- 2014年: 新北桐學會
- 2015年: 好客桐花‧青春飛揚
- 2016年: 桐遊新北‧花YOUNG青春
- 2017年: 藝桐愛新北
- 2018年: 藝桐愛新北，一桐動健康
- 2019年: 藝桐愛新北，幸福桐食茶
- 2020年: 新北花見，青春正在
- 2021年: 新北花見 桐拾幸福
- 2022年: 新北花見 桐•淨•山
- 2023年: 藝桐幸福共好
- 2024年: 藝郵味境 桐響感動
- 2025年: 青春桐樂會